# Europska Formula 2
| Europska Formula 2 | Europska Formula 2 |
| ------------------ | ------------------ |
| Kategorija         | Formula 2          |
| Država             | Europa             |
| Prva sezona        | 1967.              |
| Posljednja sezona  | 1984.              |

Europska Formula 2 je bilo automobilističko prvenstvo koje organizirala Međunarodna automobilistička federacija po pravilima Formule 2. Posljednja sezona je vožena 1984. nakon čega je prvenstvo preimenovano u International Formula 3000. 

## Prvaci
| Sezona | Vozač                 | Momčad                  | Šasija  | Motor         |
| ------ | --------------------- | ----------------------- | ------- | ------------- |
| 1967.  | Jacky Ickx            | Tyrrell Racing          | Matra   | Ford-Cosworth |
| 1968.  | Jean-Pierre Beltoise  | Matra Sports            | Matra   | Ford-Cosworth |
| 1969.  | Johnny Servoz-Gavin   | Matra International     | Matra   | Ford-Cosworth |
| 1970.  | Clay Regazzoni        | Tecno Racing Team       | Tecno   | Ford-Cosworth |
| 1971.  | Ronnie Peterson       | March Engineering       | March   | Ford-Cosworth |
| 1972.  | Mike Hailwood         | Team Surtees            | Surtees | Ford-Cosworth |
| 1973.  | Jean-Pierre Jarier    | STP March Racing Team   | March   | BMW           |
| 1974.  | Patrick Depailler     | March Engineering       | March   | BMW           |
| 1975.  | Jacques Laffite       | Ecurie Elf              | Martini | BMW           |
| 1976.  | Jean-Pierre Jabouille | Equipe Elf Switzerland  | Elf     | Renault       |
| 1977.  | René Arnoux           | Ecurie Renault Elf      | Martini | Renault       |
| 1978.  | Bruno Giacomelli      | Polifac BMW Junior Team | March   | BMW           |
| 1979.  | Marc Surer            | Polifac BMW Junior Team | March   | BMW           |
| 1980.  | Brian Henton          | Toleman Group           | Toleman | Hart          |
| 1981.  | Geoff Lees            | Ralt Racing Ltd.        | Ralt    | Honda         |
| 1982.  | Corrado Fabi          | March Racing Ltd.       | March   | BMW           |
| 1983.  | Jonathan Palmer       | Ralt Racing Ltd.        | Ralt    | Honda         |
| 1984.  | Mike Thackwell        | Ralt Racing Ltd.        | Ralt    | Honda         |

## Staze
| Albi                       | Brands Hatch                         | Crystal Palace                              | Donington Park                                           |
| -------------------------- | ------------------------------------ | ------------------------------------------- | -------------------------------------------------------- |
|                            |                                      |                                             |                                                          |
| Mjesto: Albi, Francuska    | Mjesto: West Kingsdown, Engleska     | Mjesto: London, Engleska                    | Mjesto: Leicestershire, Engleska                         |
| Dužina staze: 3,565 km     | Dužina staze: 3,916 km               | Dužina staze: 2,200 km                      | Dužina staze: 3,149 km                                   |
| Sezone: 1971. − 1973.      | Sezone: 1967., 1984.                 | Sezone: 1968., 1971. − 1972.                | Sezone: 1977. − 1979., 1981. − 1984.                     |
| Estoril                    | Hockenheimring                       | Imola                                       | Jarama                                                   |
|                            |                                      |                                             |                                                          |
| Mjesto: Estoril, Portugal  | Mjesto: Hockenheim, Njemačka         | Mjesto: Imola, Italija                      | Mjesto: San Sebastián de los Reyes, Španjolska           |
| Dužina staze: 4,182 km     | Dužina staze: 6,790 km               | Dužina staze: 5,000 km                      | Dužina staze: 3,404 km                                   |
| Sezone: 1976. − 1978.      | Sezone: 1967. − 1984.                | Sezone: 1970., 1972.                        | Sezone: 1967. − 1969., 1971., 1983.                      |
| Karlskoga                  | Kinnekulle                           | Mallory Park                                | Mantorp                                                  |
|                            |                                      |                                             |                                                          |
| Mjesto: Karlskoga, Švedska | Mjesto: Götene, Švedska              | Mjesto: Leicestershire, Engleska            | Mjesto: Mantorp, Švedska                                 |
| Dužina staze: ? km         | Dužina staze: ? km                   | Dužina staze: 1,350 km                      | Dužina staze: 3,125 km                                   |
| Sezone: 1973. − 1974.      | Sezone: 1973.                        | Sezone: 1972. − 1973.                       | Sezone: 1971. − 1973., 1981. − 1982.                     |
| Misano                     | Montjuïc                             | Monza                                       | Mugello                                                  |
|                            |                                      |                                             |                                                          |
| Mjesto: Misano, Italija    | Mjesto: Barcelona, Španjolska        | Mjesto: Monza, Italija                      | Mjesto: Scarperia e San Piero, Italija                   |
| Dužina staze: ? km         | Dužina staze: ? km                   | Dužina staze: ? km                          | Dužina staze: ? km                                       |
| Sezone: 1977. − 1984.      | Sezone: 1970., 1974.                 | Sezone: 1973.                               | Sezone: 1974. − 1984.                                    |
| Nepoznata kratica »«       | Pergusa-Enna                         | Vallelunga                                  | Nürburgring                                              |
|                            |                                      |                                             |                                                          |
| Mjesto:                    | Mjesto: Pergusa, Italija             | Mjesto: Campagnano di Roma, Italija         | Mjesto: Nürburg, Njemačka                                |
| Dužina staze:              | Dužina staze: 4,950 km               | Dužina staze: 3,226 km                      | Dužina staze: 4,556 km                                   |
| Sezone:                    | Sezone: 1967. − 1970., 1972. − 1984. | Sezone: 1967. − 1969., 1971., 1973. − 1984. | Sezone: 1967., 1969., 1971., 1973., 1975., 1977. − 1983. |

## Pobjednici
U Europskoj Formuli 2, često su nastupali gostujući vozači, odnosno vozači koji su se službeno utrkivali u nekim drugim kategorijama (najčešće u Formuli 1) ili su prethodnih sezona osvojili naslov u Europskoj Formuli 2. Takvi vozači su imali pravo nastupa, ali nisu mogli osvajati bodove i ostvarivati pobjede. Roza boja u zagradama prikazuje broj takvih pobjeda, koje se nisu računale za prvenstvo, već su pripisane prvom sljedećem regularnom vozaču Europske Formule 2 na toj utrci.
| Vozač                 | Pobjede | Prva Pobjeda             | Posljednja pobjeda    |
| --------------------- | ------- | ------------------------ | --------------------- |
| Bruno Giacomelli      | 11      | Vallelunga 1977.         | Hockenheimring 1978.  |
| Mike Thackwell        | 9       | Silverstone 1981.        | Pergusa-Enna 1984.    |
| Jean-Pierre Jarier    | 8       | Mallory Park 1973.       | Pergusa-Enna 1973.    |
| Jacques Laffite       | 8       | Salzburgring 1974.       | Vallelunga 1975.      |
| René Arnoux           | 8       | Hockenheimring 1976.     | Nogaro 1977.          |
| Jean-Pierre Beltoise  | 7 (1)   | Tulln-Langenlebarn 1967. | Zandvoort 1968.       |
| Patrick Depailler     | 7       | Pergusa-Enna 1972.       | Vallelunga 1974.      |
| Brian Henton          | 6       | Thruxton 1977.           | Mugello 1980.         |
| Jonathan Palmer       | 6       | Hockenheimring 1983.     | Mugello 1983.         |
| Ronnie Peterson       | 5 (2)   | Thruxton 1971.           | Vallelunga 1971.      |
| Mike Hailwood         | 5       | Rouen 1972.              | Hockenheimring 1972.  |
| Jean-Pierre Jabouille | 5       | Hockenheimring 1974.     | Hockenheimring 1976.  |
| Michel Leclère        | 5       | Rouen 1975.              | Hockenheimring 1976.  |
| Eddie Cheever         | 5       | Nürburgring 1977.        | Zandvoort 1979.       |
| Thierry Boutsen       | 5       | Nürburgring 1981.        | Pergusa-Enna 1982.    |
| Corrado Fabi          | 5       | Mugello 1981.            | Donnington Park 1982. |
| Clay Regazzoni        | 4       | Hockenheimring 1970.     | Imola 1970.           |
| François Cevert       | 4 (1)   | Tulln-Langenlebarn 1969. | Nürburgring 1971.     |
| Beppe Gabbiani        | 4       | Silverstone 1983.        | Vallelunga 1983.      |
| Jacky Ickx            | 3 (1)   | Nürburgring 1967.        | Vallelunga 1967.      |
| Johnny Servoz-Gavin   | 3       | Jarama 1969.             | Vallelunga 1969.      |
| Hans-Joachim Stuck    | 3 (2)   | Barcelona 1974.          | Pergusa-Enna 1974.    |
| Maurizio Flammini     | 3       | Mugello 1975.            | Rouen 1976.           |
| Derek Daly            | 3       | Mugello 1978.            | Donington Park 1979.  |
| Keke Rosberg          | 3       | Pergusa-Enna 1977.       | Hockenheimring 1979.  |
| Teo Fabi              | 3       | Hockenheimring 1980.     | Hockenheimring 1980.  |
| Geoff Lees            | 3       | Pau 1981.                | Donington Park 1981.  |
| Johnny Cecotto        | 3       | Thruxton 1982.           | Mantorp Park 1982.    |
| Alan Rees             | 2       | Snetterton 1967.         | Silverstone 1967.     |
| Tino Brambilla        | 2       | Hockenheimring 1968.     | Vallelunga 1968.      |
| Hubert Hahne          | 2       | Hockenheimring 1969.     | Nürburgring 1969.     |
| Derek Bell            | 2       | Thruxton 1970.           | Barcelona 1970.       |
| Dieter Quester        | 2       | Hockenheimring 1970.     | Jarama 1971.          |
| Niki Lauda            | 2       | Thruxton 1972.           | Hockenheimring 1972.  |
| Jean-Pierre Jaussaud  | 2       | Hockenheimring 1972.     | Albi 1972.            |
| Jochen Mass           | 2 (2)   | Kinnekulle 1973.         | Hockenheimring 1973.  |
| Vittorio Brambilla    | 2 (1)   | Salzburgring 1973.       | Albi 1973.            |
| Bob Wollek            | 2       | Imola 1972.              | Thruxton 1973.        |
| Patrick Tambay        | 2       | Nogaro 1975.             | Nogaro 1976.          |
| Marc Surer            | 2       | Nürburgring 1979.        | Vallelunga 1979.      |
| Eje Elgh              | 2       | Pergusa-Enna 1979.       | Vallelunga 1981.      |
| Richard Dallest       | 2       | Pau 1980.                | Zandvoort 1980.       |
| Stefan Johansson      | 2       | Hockenheimring 1981.     | Mantorp Park 1981.    |
| Stefan Bellof         | 2       | Silverstone 1982.        | Hockenheimring 1982.  |
| Roberto Moreno        | 2       | Hockenheimring 1984.     | Donington Park 1984.  |
| Frank Gardner         | 1       | Hockenheimring 1967.     | Hockenheimring 1967.  |
| Chris Irwin           | 1       | Jarama 1967.             | Jarama 1967.          |
| Jo Schlesser          | 1       | Brands Hatch 1967.       | Brands Hatch 1967.    |
| Brian Redman          | 1       | Crystal Palace 1968.     | Crystal Palace 1968.  |
| Piers Courage         | 1 (1)   | Pergusa-Enna 1968.       | Pergusa-Enna 1968.    |
| Henri Pescarolo       | 1 (2)   | Thruxton 1969.           | Thruxton 1969.        |
| Tim Schenken          | 1 (2)   | Crystal Palace 1971.     | Crystal Palace 1971.  |
| Carlos Reutemann      | 1       | Albi 1971.               | Albi 1971.            |
| Mike Beuttler         | 1       | Vallelunga 1971.         | Vallelunga 1971.      |
| Dave Morgan           | 1       | Mallory Park 1972.       | Mallory Park 1972.    |
| Peter Gethin          | 1       | Pau 1972.                | Pau 1972.             |
| Jody Scheckter        | 1       | Crystal Palace 1972.     | Crystal Palace 1972.  |
| Roger Williamson      | 1       | Monza 1973.              | Monza 1973.           |
| Tom Pryce             | 1       | Norisring 1973.          | Norisring 1973.       |
| Jacques Coulon        | 1       | Vallelunga 1973.         | Vallelunga 1973.      |
| Gérard Larrousse      | 1       | Hockenheimring 1975.     | Hockenheimring 1975.  |
| Lamberto Leoni        | 1       | Misano 1977.             | Misano 1977.          |
| Didier Pironi         | 1       | Estoril 1977.            | Estoril 1977.         |
| Alex Ribeiro          | 1       | Nürburgring 1978.        | Nürburgring 1978.     |
| Rad Dougall           | 1       | Thruxton 1979.           | Thruxton 1979.        |
| Stephen South         | 1       | Hockenheimring 1979.     | Hockenheimring 1979.  |
| Derek Warwick         | 1       | Silverstone 1980.        | Silverstone 1980.     |
| Huub Rothengatter     | 1       | Zolder 1980.             | Zolder 1980.          |
| Siegfried Stohr       | 1       | Pergusa-Enna 1980.       | Pergusa-Enna 1980.    |
| Andrea de Cesaris     | 1       | Misano 1980.             | Misano 1980.          |
| Roberto Guerrero      | 1       | Thruxton 1981.           | Thruxton 1981.        |
| Michele Alboreto      | 1       | Misano 1981.             | Misano 1981.          |
| Jo Gartner            | 1       | Pau 1983.                | Pau 1983.             |
| Pascal Fabre          | 1       | Hockenheimring 1984.     | Hockenheimring 1984.  |
| Jochen Rindt          | 0 (12)  | -                        | -                     |
| Emerson Fittipaldi    | 0 (6)   | -                        | -                     |
| Jackie Stewart        | 0 (3)   | -                        | -                     |
| Jim Clark             | 0 (1)   | -                        | -                     |
| Jo Siffert            | 0 (1)   | -                        | -                     |
| Graham Hill           | 0 (1)   | -                        | -                     |
| John Surtees          | 0 (1)   | -                        | -                     |
| Reine Wisell          | 0 (1)   | -                        | -                     |

| Prethodnik: | Europska Formula 2 (1967. − 1984.) | Nasljednik:                                |
| −           | Europska Formula 2 (1967. − 1984.) | International Formula 3000 (1985. − 2004.) |